# REALtonga

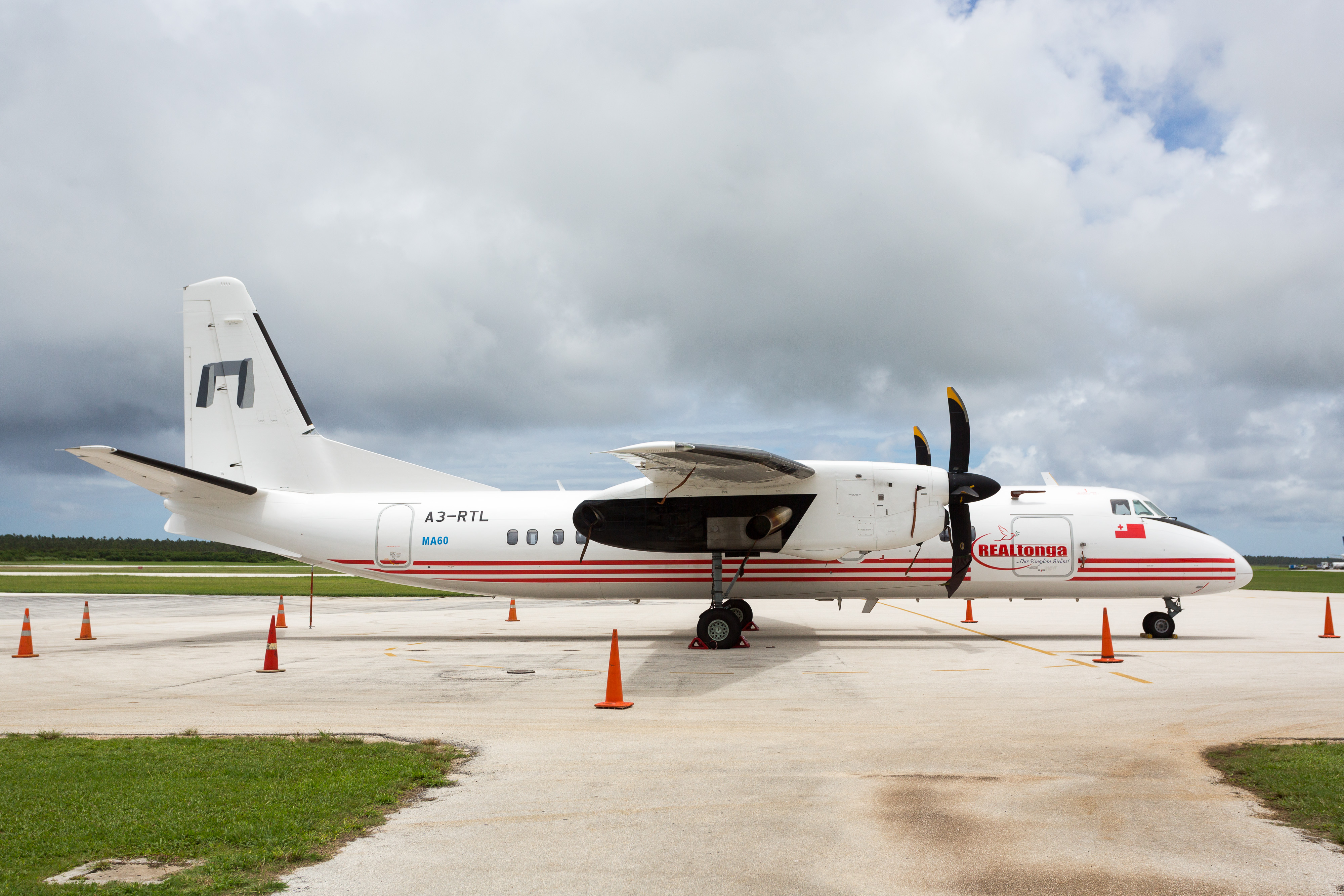
Літак Xian MA60 компанії REALtonga, Міжнародний аеропорт Фуаамотуу Тонгатапу, Тонга

Ріл Тонга (англ. REALtonga) — колишня приватна авіакомпанія в королівстві Тонга, заснована в 2013 році. Здійснює регулярні авіаперельоти між островами Тонгатапу, Вавау, Еуа і Ліфука. В 2020 році авіакомпанія припинила всі операції.
Після того, як до 2013 в «Ріл Тонга» надійшов подарований китайським урядом літак Xian MA60, уряд Нової Зеландії зупинив програму допомоги розвитку туристичної індустрії Тонги і випустив попередження туристам про небажаність перельотів Тонго на Xian MA60, через те, що «в останні роки цей літак брав участь у значному числі інцидентів». Однак, є припущення, що дії Нової Зеландії пов'язані не з якостями Xian MA60, а викликані тим, що запуск REALtonga видавив з ринку внутрішніх перевезень Тонги новозеландську авіакомпанію Chathams Pacific.

## Флот
Флот «Ріл Тонга» мав літаки:
- Xian MA60
- Beechcraft King Air 65
- Britten-Norman Islander